# Ginger Lake
Ginger Lake är en sjö i Antarktis. Den ligger i Sydshetlandsöarna. Argentina, Chile och Storbritannien gör anspråk på området. Ginger Lake ligger 85 meter över havet.
I övrigt finns följande vid Ginger Lake:
- Tower Glacier (en glaciär)